# 胡爾希納
50°10′10″N 26°21′20″E / 50.16944°N 26.35556°E
胡爾希納（羅馬化：Hurshchyna）是烏克蘭西部的村莊，隸屬赫梅利尼茨基州的舍佩蒂夫卡區。該村始建於1858年，面積0.09平方公里，2001年人口112，人口密度每平方公里1,317.7人。